# Culicoides geminus
Culicoides geminus är en tvåvingeart som beskrevs av John William Scott Macfie 1937. Culicoides geminus ingår i släktet Culicoides och familjen svidknott. Inga underarter finns listade i Catalogue of Life.